# مکاریوس بولداکوف
مکاریوس بولداکوف (روسی: Митрополит Макарий؛ ۱ اکتبر ۱۸۱۶ – ۹ ژوئن ۱۸۸۲) کشیش، و تاریخ‌نگار اهل امپراتوری روسیه بود.